# Metakaolien
Metakaolien is een gedehydroxyleerde vorm van het kleimineraal kaoliniet. Metakaolien wordt gemaakt door het verhitten van kaolinietrijke afzettingen en wordt hoofdzakelijk gebruikt als puzzolane toeslagstof bij portlandcement. De gedeeltelijke vervanging van portlandcement door metakaolien kan leiden tot een verbetering van de sterkte en duurzaamheid van het beton.

## Grondstoffen
De kwaliteit en reactiviteit van metakaolien is sterk afhankelijk van de eigenschappen van de gebruikte kaolinietrijke grondstoffen. Metakaolien kan worden geproduceerd uit verschillende primaire en secundaire grondstoffen:
- Hooggradige kaolienafzettingen
- Lagergradige kaolinietafzettingen en tropische bodems
- Papierslibafval (indien kaoliniet bevattend)
- Teerzandresidu's (indien kaoliniet bevattend)

## Metakaolienvorming
Het T-O kleimineraal kaoliniet bevat geen kationen of water tussenin de aluminosilicaatbladen. De temperatuur waarop dehydroxylatie (afsplitsing van hydroxylgroepen) gebeurt is afhankelijk van de stapelorde van de T-O bladen. Ongeordende kaoliniet dehydroxyleert tussen 530 en 570 °C, geordende kaoliniet tussen 570 en 630 °C. Gedehydroxyleerde ongeordende kaoliniet vertoont een hogere puzzolaanreactiviteit dan geordende. De dehydroxylatie van kaoliniet tot metakaolien is een endotherm proces omwille van de belangrijke hoeveelheid energie die benodigd is voor de afsplitsing van de chemisch gebonden hydroxylionen. Boven de dehydroxylatietemperatuur transformeert kaoliniet in metakaolien, een complexe amorfe structuur die een min of meer gelaagde structuur behoudt gelijkaardig aan de precursor kaoliniet. Tijdens de transformatie wordt het grootste deel van de aluminium uit de kaoliniet octahederlaag omgezet naar aluminium in tetra- en pentahedrale coördinatie. Om een goed puzzolanisch materiaal te produceren moet een quasi volledige dehydroxylatie worden bereikt, zonder dat het materiaal wordt oververhit en omzet naar niet-reactieve kristallijne fasen zoals mulliet of cristobaliet. Optimale activatietemperaturen variëren tussen 550 en 850 °C in functie van de duur van de verhitting. Meestal worden temperaturen tussen 650 en 750 °C gebruikt.

In vergelijking met andere kleimineralen vertoont kaoliniet een breed temperatuurinterval tussen dehydroxylatie en de rekristallisatie, waardoor de vorming van metakaolien bij verhitten sterk wordt vergemakkelijkt. Ook is de octahederlaag bij kaoliniet rechtstreeks blootgesteld en wordt daarom structurele wanorde in deze laag en dus activatie gemakkelijker bereikt tijdens verhitten.

## Toepassing in beton
Metakaolien is een zeer reactieve puzzolaan omwille van de thermische geactiveerde amorfe structuur en de hoge fijnheid en specifiek oppervlakte. Toevoeging van metakaolien aan cement verbetert de eigenschappen van het beton door een acceleratie van de cementhydratatie en een verdichting van de cementmicrostructuur door respectievelijk het 'vullereffect' en de puzzolane reactie. De bijhorende voordelen voor het beton zijn een verhoogde druk- en treksterkte, een sterk verminderde doorlaatbaarheid en een verbeterde weerstand tegen chemische aanvallen door agressieve oplossingen die chloriden (bijv. dooizout) of sulfaten bevatten. Verder wordt ook het risico op alkali-granulaatreacties sterk ingeperkt.